# Deporte en Ecuador
En Ecuador los deporte más populares son el fútbol y el ecuavóley (que es una variante nacional del voleibol), también tienen aceptación a nivel nacional el baloncesto, el tenis y el atletismo. Otros deportes que se practican pero de forma más aisladas son el béisbol, que tiene su importancia en la costa ecuatoriana, especialmente en Guayas y Manabí, la natación, que tiene como referente  a Guayas y Azuay, y el ciclismo, que ha tenido su desarrollo en la Sierra ecuatoriana, siendo Carchi la de mayor hegemonía en esta práctica deportiva.

## Ajedrez
Carla Heredia es la Gran Maestra de ajedrez y la mejor exponente de esta disciplina a nivel nacional.
Carlos Aníbal Paredes Subía es otro notable ajedrecista por correspondencia. Es el segundo ajedrecista ecuatoriano con más alto rating en ICCF, 2432 según la lista rating 2013/3. Es MI desde abril del 2013 y alcanzó la primera norma de SIM en julio del 2013 en ICCF. Obtuvo el primer lugar en el evento máster WS/M/225, donde ganó la partida de ajedrez a Marius Văluţanu, actual décimo sexto en el ranking mundial de ICCF. Este triunfo le calificó para intervenir en el campeonato mundial 35 de ICCF.
Martha Fierro Baquero es una gran maestra internacional del ajedrez. Ha representado a Ecuador en varias Olimpíadas de ajedrez, logrando obtener medallas en 2 ocasiones, en la Olimpiada Mundial de ajedrez de 1996 en Armenia y la de 2008 en Dresde, además obtuvo en ese mismo año, junto al también gran maestro de ajedrez ecuatoriano, Carlos Matamoros, la medalla de oro en los I Juegos Mundiales de la Mente realizado en Beijing, China. A lo largo de su carrera ajedrecística ganaba medalla ha obtenido un sinnúmero de campeonatos, como panamericanos, sudamericanos, bolivarianos, abiertos internacionales, entre otros. Actualmente también posee el título de entrenadora FIDE y forma parte de la comisión de ajedrez de mujeres de la FIDE.
También está Olavo Yépez Obando, quien fue un médico y destacado ajedrecista, siendo el primer ecuatoriano en obtener el título de Maestro Internacional de ajedrez (1969). Fue varias veces campeón nacional de ajedrez y por varios años el primer tablero de Ecuador, encabezando el equipo olímpico en las citas de Tel Aviv 1964, La Habana 1966 y Niza 1974.

## Artes marciales mixtas
En Ecuador, el deporte de combate que ha acaparado más atención son las artes marciales mixtas (MMA), donde es el tercer país sudamericano que más peleadores ha exportado al extranjero, después de Brasil y Perú. 
Entre sus máximos referentes están Chito Vera, Michael Morales, Adrián Luna Martinetti y Freddy Linares, con trayectorias en promotoras extranjeras; Martinetti y Linares siendo campeones en UWC México y Budo Sento Championship respectivamente, mientras que Morales y Vera -sobretodo este último- pese aun no ganar algún campeonato, han desempeñado un papel decente en la Ultimate Fighting Championship.
La Federación Ecuatoriana de Artes Marciales Mixtas (EMMAF) es el organismo rector que representa al país en el IMMAF.

## Alpinismo
Se destaca Iván Vallejo,  un montañero ecuatoriano nacido el 19 de diciembre de 1959 en la ciudad de Ambato, provincia del Tungurahua, siendo un los más destacados del mundo. Es el primer ecuatoriano y el tercer americano, tras Carlos Carsolio y Ed Viesturs, que ha conseguido ascender a las cimas de las catorce montañas de más de 8.000 metros (ochomiles) más altas del mundo, sin uso suplementario de oxígeno. Es el decimocuarto ser humano que logra alcanzar el objetivo de los catorce ochomiles, obtenido tras once años (1997-2008) de intensa actividad como montañista en el Himalaya. Es el primer y todavía el único escalador del hemisferio sur en completar los 14 ochomiles, sin oxígeno suplementario y el séptimo alpinista del mundo en realizarlos todos sin oxígeno suplementario.

## Atletismo

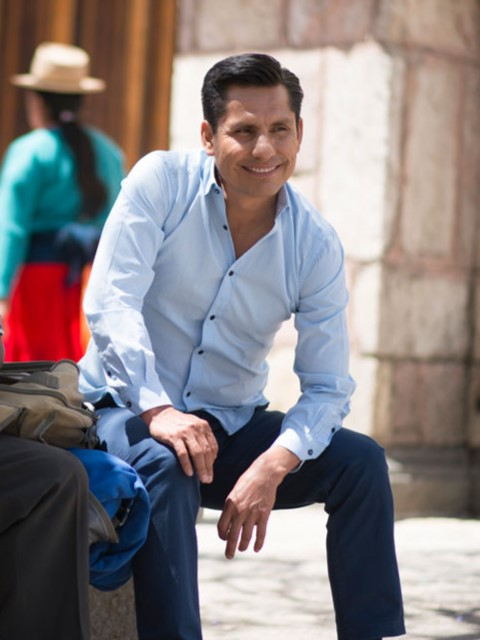
Jefferson Pérez se convirtió en 1996, en el primer ecuatoriano en conseguir una medalla olímpica.

En el atletismo ecuatoriano, Jefferson Pérez ganó medalla de oro en las Olimpíadas de Atlanta 1996, consiguió la medalla en 20 km marcha, además ese año fue considerado el mejor deportista ecuatoriano. Pérez también ha obtenido tres medallas de oro mundiales (París-2003, Helsinki-2005 y Osaka-2007). y la de plata en los Juegos Olímpicos de Pekín 2008.
Otros ecuatorianos que han ganado medallas olímpicas y mundiales son Daniel Pintado, que posee dos medallas olímpicas (oro y plata) ganadas en París 2024 y una medalla de plata en el mundial de Budapest 2023, Glenda Morejón con una medalla de plata olímpica en París 2024 y Álex Quiñónez, que obtuvo una medalla de bronce en el mundial de Doha 2019. 
El corredor fondista Rolando Vera Rodas fue tetracampeón de la prestigiosa y tradicional carrera de San Silvestre de Sao Paulo, Brasil. Es el único fondista extranjero que ha sido ganador por cuatro veces consecutivas (1986, 1987, 1988, 1989) en esta carrera.

## Baloncesto

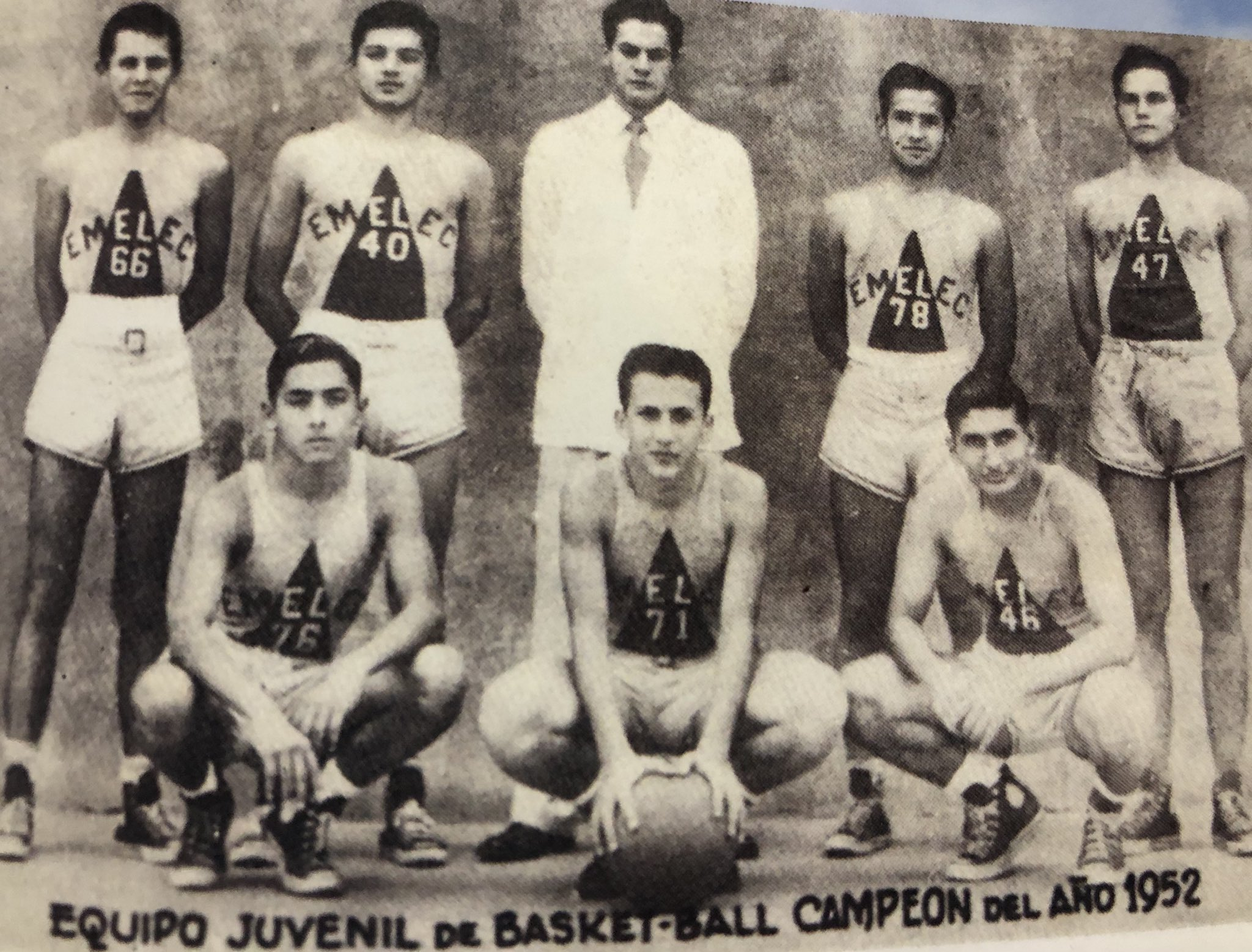
“Equipo Juvenil de Emelec en 1952.”

El baloncesto en Ecuador comenzó a practicarse desde 1912. Fue introducido por los norteamericanos de la compañía South American Development Company (SADCO), en Portovelo, Provincia de El Oro, quienes ocuparon ese territorio como campamento minero desde 1896 a 1950. En 1920, la compañía minera construyó en la zona, el primer coliseo cubierto del país para la práctica del baloncesto.  
En los años 1930 se conformaron varias agrupaciones tanto en Guayaquil como en Quito. Los primeros Clubes que dieron impulso a este deporte fueron la L. D. E, Vanguardia, Unión, Guayaquil Sporting, Athletic Club, Emelec, Panamá, Oriente, La Salle, L. D. U, San Pedro Pascual y Salesianos. 
El Primer Torneo de Baloncesto Nacional masculino se llevó a cabo en 1938 en la ciudad de Guayaquil, constituyéndose  en una novedad deportiva para la época  ya que muy pocos aficionados conocían este deporte. Las provincias participantes fueron: El Oro, Guayas, Manabí, Chimborazo y Pichincha. A la final pasaron Guayas y El Oro, ganando Guayas  63 a 58, proclamándose como el primer campeón.

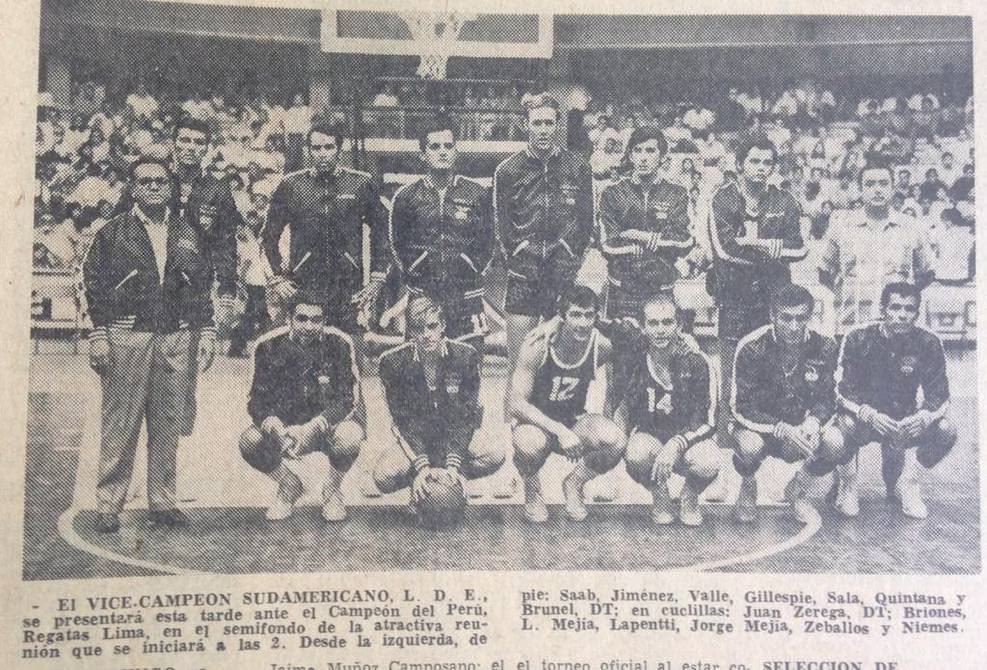
La L. D. E en 1969, año en que fuera finalista por segunda vez del Sudamericano de Clubes Campeones, anteriormente el equipo había llegado a la final en 1966.

En la actualidad constituye el tercer deporte con mayor cantidad de público y deportistas, luego del fútbol y el ecuavoley; el país logró participar en una ocasión del Campeonato Mundial de Baloncesto en 1950 en su categoría masculina, la categoría femenina está en constante crecimiento prueba de eso es la cada vez mejor posición que ocupa a nivel continental; tanto a nivel de selecciones como a nivel de clubes. Actualmente los torneos a nivel nacional se engloban en la Liga Ecuatoriana de Baloncesto Profesional. El baloncesto se juega principalmente en las grandes ciudades, aunque con la expansión de la Liga y el aumento de su popularidad; el resto del país ha aumentado los espectadores del deporte canasta, principalmente en ciudades donde no hay clubes de futbol en Primera División.

## Béisbol

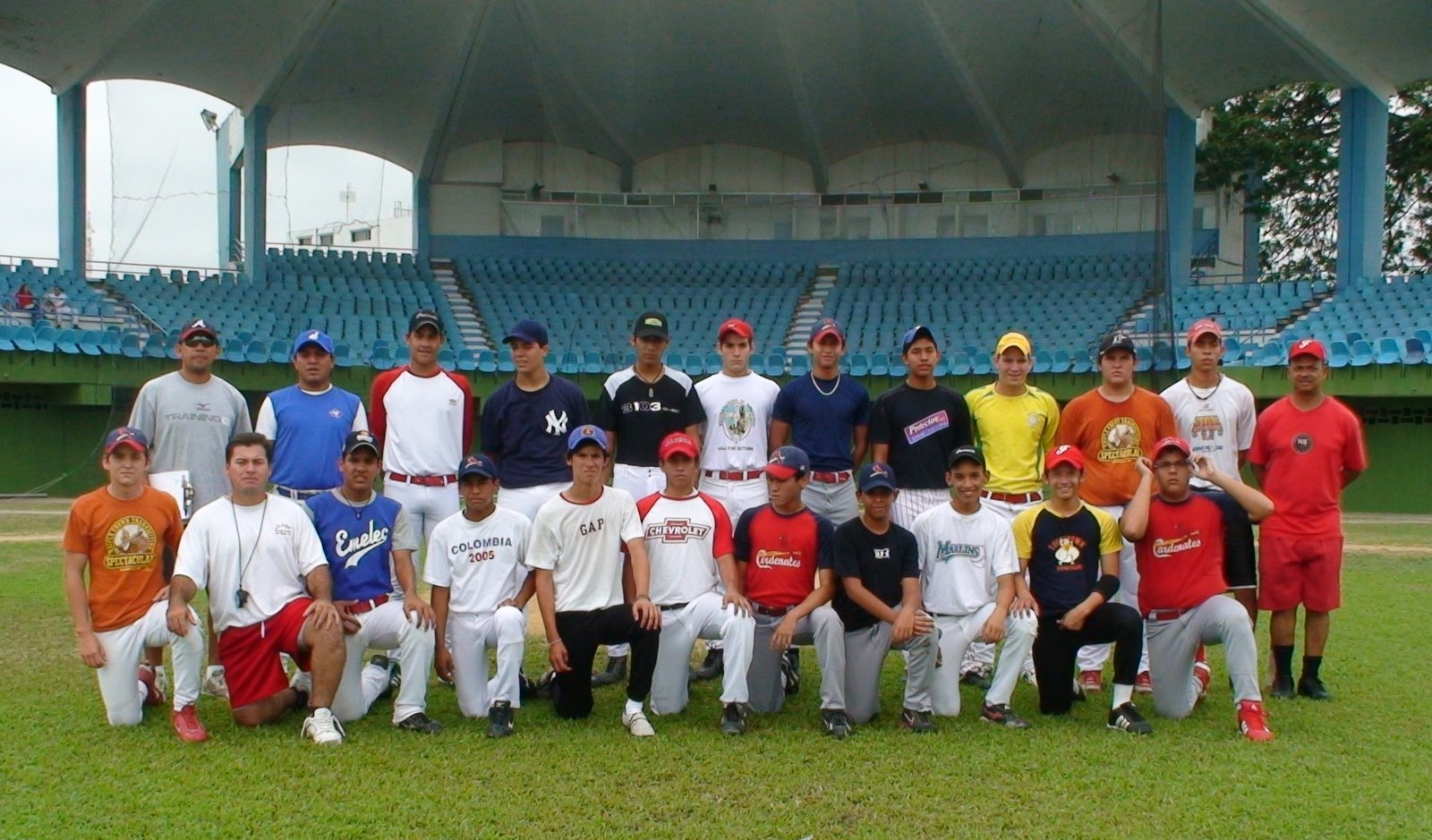
Beisbolistas juveniles en el estadio Yeyo Uraga.

La historia registra que la primera vez que se disputó un partido de béisbol en Ecuador fue un jueves 10 de octubre de 1907. Los apuntes históricos y las crónicas de la época señalan que fue organizado por el Cabildo por las fiestas de Independencia de Guayaquil. Muchos clubes que fueron los pioneros de este deporte actualmente ya no existen. 
Este deporte se popularizó más en Guayaquil, gracias a los hermanos estadounidenses John y Robert Reed, que en la década de 1930 promovieron y cultivaron el béisbol en dicha ciudad. Para 1936, crearon su diamante de béisbol, el "Reed Park" y en 1937 a su equipo, el Reed Club. George Capwell fue otro de los impulsores de este deporte, pues traía universitarios estadounidenses para que jugaran en su equipo, el Club Sport Emelec. El 21 de octubre de 1945, Capwell inauguró su diamante de béisbol con un partido entre Emelec y Oriente, con una capacidad para 11.000 espectadores. La novena de Emelec estuvo conformada por jugadores estadounidenses que habían jugado pelota semi-profesional en su país y por jugadores criollos.
Entre los años 60 y 80 el béisbol porteño alcanzó su mayor esplendor, causando llenos en el estadio para ver a los equipos tradicionales como Barcelona y Emelec, que disputaban el Clásico del Astillero, así como a Oriente, Reed Club, Fatty, Cardenales y la Liga Deportiva Estudiantil. 
Durante varios años, jugadores estadounidenses, dominicanos y panameños llegaban como fichajes estrellas para reforzar a los principales equipos y así elevar la calidad de la competencia, además es la única ciudad del país que cuenta con un estadio, el Yeyo Úraga. 
La debacle inicia a finales de la década del 90, con el auge del fútbol y la falta de apoyo económico a los torneos locales. 
A nivel internacional la Selección de béisbol de Ecuador ha ganado dos veces el Campeonato Sudamericano, en 1963 y 1966. La Liga Ecuatoriana de Béisbol se juega desde 1930, el equipo más laureado es Emelec con 23 títulos.

## Ciclismo

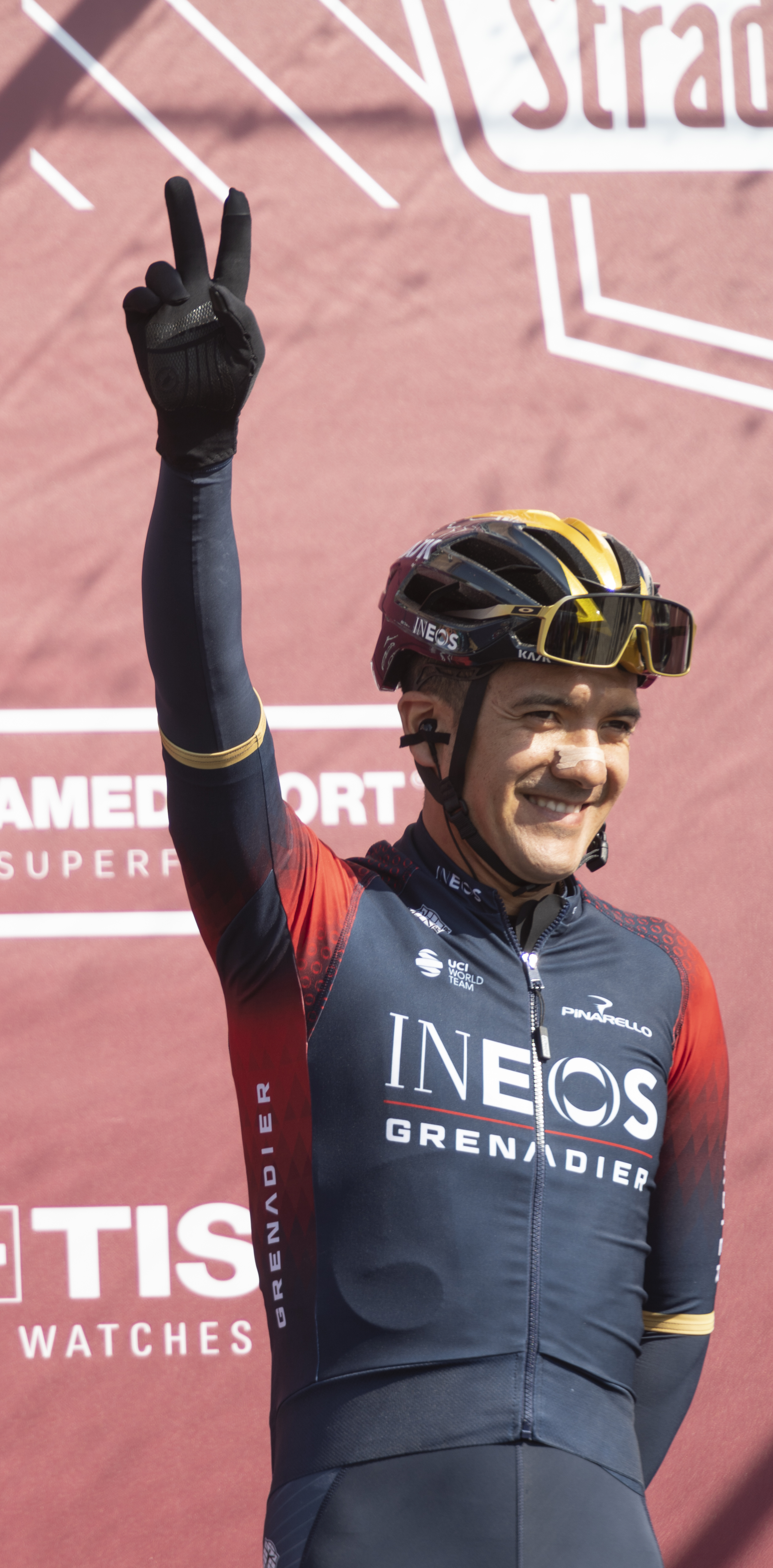
Richard Carapaz es el máximo representante del ciclismo ecuatoriano.

El ciclismo es un deporte que está en auge en el país, aunque casi todos sus exponentes son originarios de la Provincia de Carchi, donde es considerado el deporte bandera de la región. Al existir sólo un equipo profesional en Ecuador y al ser sus principales competencias de carácter amateur (Vuelta al Ecuador y Clásica Internacional de Tulcán), los mejores exponentes del ciclismo nacional se marchan a la vecina Colombia, el país con mayor tradición ciclística en Latinoamérica, para realizar su carrera profesional en equipos de ese país donde, incluso, pueden dar el salto para competir en equipos y carreras de Europa. Richard Carapaz logró ser el primer ecuatoriano en ganar una Gran Vuelta al lograr la victoria en el Giro de Italia 2019. Otros que han destacado en este deporte son Jonathan Caicedo (ganador de la Vuelta a Colombia 2018) y Jhonatan Narváez (ganador de la Vuelta a Austria 2023).
En el ciclismo femenino se destaca la riobambeña Miryam Núñez, quien se coronó campeona de la Vuelta a Colombia Femenina 2020, ganando además la etapa 2 de la competencia colombiana.

## Ecuavoley

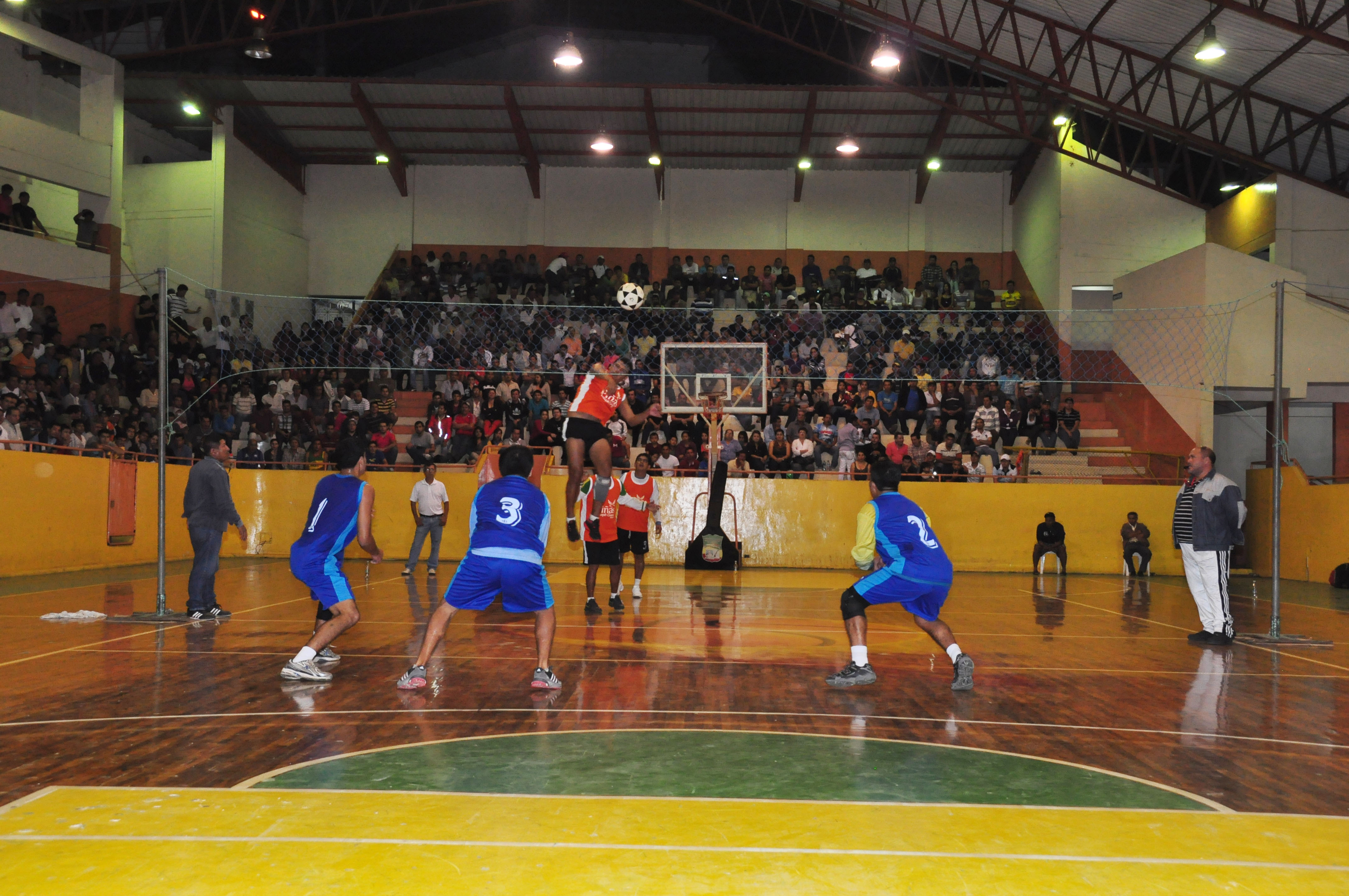
Campeonato Nacional de Ecuavoley en Piñas.

El ecuavoley, es una variante del voleibol internacional que se cree, nació a principios del siglo XIX en la sierra ecuatoriana, más específico en las provincias de Imbabura y Loja, aunque se considera a las ciudades de Quito y Cuenca como pioneras de este deporte. En la actualidad es el segundo evento deportivo más seguido del país tras el fútbol. El ecuavoley se diferencia del internacional porque en cada equipo en pista está formado por tres jugadores en lugar de seis, la red es más alta y estrecha llegando a colocarse a una altura de 2,75 metros, se juega con un balón de fútbol número 5 y se permite tocar la pelota con las palmas de las manos.
Sin embargo, el ecuavoley sigue considerado un deporte recreativo, es decir, no federado, por lo que no existen torneos oficiales ni escuelas de preparación más allá de las actividades surgidas al amparo de las asociaciones deportivas barriales o escolares.

## Natación
Jorge Delgado es el más notable en este deporte. Fue campeón nacional, bolivariano y panamericano (1971 y 1975). Múltiple campeón sudamericano, quinto en el mundial de Belgrado de 1973, plusmarquista sudamericano, y es el deportista nacional que más veces ganó el trofeo Malta, que entregaba Revista Estadio al mejor del año, y que ahora se llama Cóndor de Oro.
Se convirtió en el primer atleta ecuatoriano en alcanzar un diploma olímpico, cuando en los Juegos de Múnich 1972  terminó cuarto en los 200 metros mariposa, con apenas 18 años.

## Regata
La Regata Guayaquil - Vinces es una maratón de lanchas a motor fuera de borda de velocidad que se disputa anualmente en Ecuador, desde la ciudad de Guayaquil hasta Vinces. Este certamen, de un recorrido de 63.4 millas, se corre exclusivamente con los STOCK OUTBOARDS en la popular clase C Stock Runabout (CSR) que corresponde al rango de 55-65 MPH. Llena de anécdotas e increíbles experiencias, la competencia náutica se efectúa ininterrumpidamente desde 1957, en el cuarto domingo de marzo y es organizada por el Club Deportivo y Social Juvenil de Vinces. El área de abastecimiento (pits) y la línea de partida están en el "Guayaquil Yacht Club" en el Malecón 2000, en la ciudad de Guayaquil. Compiten a través de los ríos  Guayas, Babahoyo y Vinces hasta llegar a la ciudad de Vinces.

## Fútbol

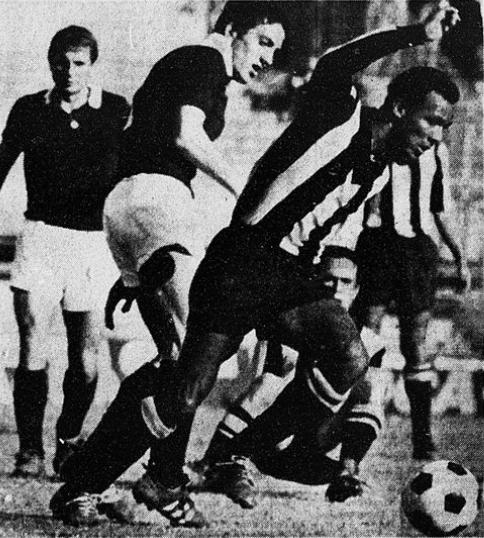
Alberto Spencer es considerado como el mejor futbolista de Ecuador. En la imagen, Spencer disputa el balón con Poletti durante un partido entre Peñarol y Torino que se disputó el 5 de mayo de 1967.

El deporte más popular es el fútbol. El 30 de junio de 1967 es fundada la Asociación Ecuatoriana de Fútbol. El 26 de mayo de 1978 se reforman los estatutos y se cambia el nombre de la institución a Federación Ecuatoriana de Fútbol. Lo que envuelve al país en este deporte es seguido con gran intensidad, sobre todo la actuación de la Selección Nacional, que se clasificó para el Campeonato Mundial de Fútbol en 2002, 2006, 2014 y 2022.
La selección de fútbol de Ecuador cumplió un papel destacado en el Mundial de Fútbol de Alemania 2006, en el que se clasificó para octavos de final, a pesar de ser su segunda participación en un mundial y estar en uno de los grupos más exigentes del torneo. Debido a la buena presentación en el mundial subió en el ranking al puesto 28 del mundo.
En abril de 2013 la selección ecuatoriana llegó al top 10 de la Clasificación Mundial de la FIFA.
La selección de ecuador Sub-20 ha participado en 24 ediciones del Campeonato Sudamericano Sub-20, de las cuales logró ser campeón en la edición de 2019, también obtuvo el subcampeonato en el 2017 cuando fueron anfitriones del torneo.
En Copas del Mundo sub-20 su mejor participación la consiguió en el mundial de Polonia 2019, donde llegaron hasta semifinales, quedando en tercer lugar de la competición tras vencer a Italia en el partido por el tercer puesto.
Los equipos de fútbol con títulos internacionales oficiales son Liga Deportiva Universitaria (5), y el Independiente del Valle (3)

## Tenis
El tenis fue el primer deporte en la que Ecuador se destacó a nivel mundial. Entre los logros más importantes está el título del Roland Garros 1990, que lo convertía en ese entonces en el segundo país latinoamericano en ganar un Grand Slam en la era profesional, así, como la sorprendente campaña en la Copa Davis de 1967, que lo ubicaba por primera vez en la cima del tenis mundial.
El tenis ecuatoriano tuvo su auge en la década de los 60, con la aparición de tenistas como Miguel Olvera, Francisco Guzmán y Eduardo Zuleta, y llegó a la cúspide en los 80 hasta principios de los 90 con la segunda generación de tenistas encabezado por Andrés Gómez (lo completaba Ricardo Ycaza y Raúl Viver). La última generación destacada comprende entre 1996 hasta 2005, cuando fue liderada por Nicolás Lapentti (el resto de los tenistas de esa época lo integraba Pablo Campana, Luis Morejón y  Giovanni Lapentti).
Los siguientes tenistas han logrado ubicarse en lo más alto del ranking mundial, ya sea en la era aficionada o profesional:
- Francisco Segura fue el mejor tenista del mundo en 1950 y 1952, siendo el primer latinoamericano varón en lograrlo.

- El tenista  Andrés Gómez obtuvo el título de Roland Garros; También ganó otros torneos importantes como el Masters de Roma, Torneo Conde de Godó, Torneo de Washington entre otros. En el Circuito Mundial de la ATP ganó 54 títulos, 21 individuales y 33 en dobles, por lo que según los especialistas es uno de los mejores tenistas en la historia de Latinoamérica. Ganó el Torneo de Roland Garros en 1990 y en dobles hacia 1988 y el Abierto de Estados Unidos de 1986. Su mejor puesto en la Clasificación de la ATP individual fue el 4.º en 1990 y en dobles, el 1.º en 1986. Finalizó con el chileno Hans Gildemeister como la «mejor dupla tenística del mundo» en 1986.

- Nicolás Lapentti fue el último jugador ecuatoriano en clasificarse entre los diez primeros del ranking mundial.